# Trang viên Maria Dąbrowska ở Russów
Trang viên Maria Dąbrowska ở Russów (tiếng Ba Lan: Dworek Marii Dąbrowskiej w Russowie) là một bảo tàng tiểu sử và văn học về cuộc đời và tác phẩm của nhà văn người Ba Lan Maria Dąbrowska, tọa lạc tại làng Russów, xã Żelazków, huyện Kaliski, tỉnh Wielkopolskie, Ba Lan. Bảo tàng này bố trí triển lãm bên trong một trang viên nằm trong khuôn viên của một công viên lịch sử ở Russów. Kể từ năm 1979, bảo tàng là một chi nhánh của Bảo tàng Khu vực Kalisz.

## Lịch sử
Maria Dąbrowska từng sống ở trang viên làng Russów trong các năm 1889 - 1907. Trang viên không phải là tài sản của gia đình Maria Dąbrowska mà chỉ do cha bà quản lý. Chủ sở hữu thực sự của trang viên lúc bấy giờ ở Pháp. Vào năm 1971, trang viên này được tái thiết để trở nên phù hợp với chức năng bảo tàng. Cùng năm, Phòng Tưởng niệm Maria Dąbrowska chính thức mở cửa cho công chúng.

## Triển lãm
Các cuộc triển lãm của bảo tàng giới thiệu nội thất của các căn phòng bên trong trang viên vào thời gian Maria Dąbrowska sinh sống ở đó. Ngoài ra, các bộ sưu tập của bảo tàng cũng cho thấy mối quan hệ của nhà văn với vùng Kalisz, bao gồm ảnh, bản thảo, tài liệu cá nhân, và một số thứ khác.